# Автобан A66 (Німеччина)
Федеральний автобан A66 (A66, нім. Bundesautobahn 66)  — федеральна автомагістраль у німецькій землі Гессен і пролягає від Вісбадена через Франкфурт-на-Майні та Ханау до Фульди. У районі Франкфурта є ділянка точкової забудови.
У своїй західній частині автобан утворює важливу сполучну ланку в регіоні Рейн-Майн і в основному пристосовує місцевий транспорт. Східна ділянка утворює альтернативний маршрут до A5 між південним і східним Гессеном, а також відкриває регіон навколо Фульди.
Ділянки автобану також відомі як швидкісна магістраль Рейн-Майн (Вісбаден-Франкфурт) і автобан Кінцігталь (Ганау-Фульда). Інша розмовна назва, пов’язана з колишнім американським шосе, — Route 66.
A66 між розв’язками Вісбаден-Бібрих і вулицею Вісбаден-Майнцер закрито з 18 червня 2021 року через гостру небезпеку обвалу Зальцбахського віадуку. Об'їзд можливий через A60, A67 і A643. Реконструкція знесеного в листопаді 2021 року мосту триватиме щонайменше до 2023 року.

## Маршрут

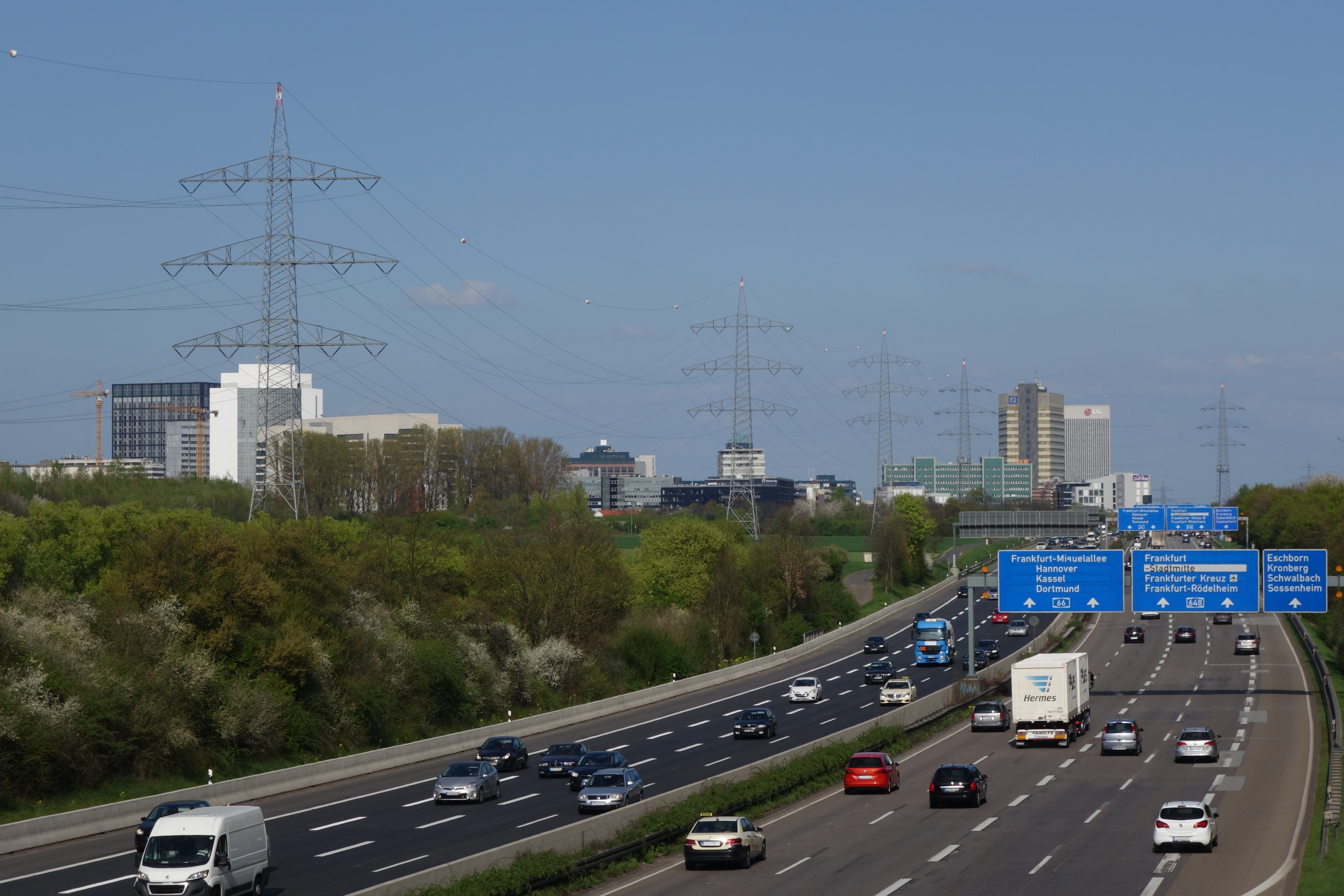
A 66 перехрестя Ешборн і виїзд на розв'язку Франкфурт-на-Майні-Зоссенхайм